# Bejt Oren
Bejt Oren (hebrejsky בֵּית אֹרֶן, doslova „Borovicový dům“, v oficiálním přepisu do angličtiny Bet Oren, přepisováno též Beit Oren) je vesnice typu kibuc v Izraeli, v Haifském distriktu, v Oblastní radě Chof ha-Karmel.

## Geografie
Leží v nadmořské výšce 292 metrů na zalesněných západních svazích pohoří Karmel, na svahu, který jižně od osady prudce spadá do údolí Nachal Oren, do kterého zde od jihu ústí podél hory Har Arkan vádí Nachal Rakit. Severozápadně od obce vystupuje hřbet Reches Mitla, po jehož jižní straně teče vádí Nachal Mitla, na severní straně Nachal Sfunim. Severovýchodně od obce začíná vádí Nachal Durim. Jihozápadně od Bejt Oren stojí nad kaňonem Nachal Oren hora Har Oren. Z jejích severních svahů vybíhá vádí Nachal Megadim. Na východ od vesnice terén stoupá k centrálnímu hřebenu Karmelu s horami Har Alon a Rom Karmel.
Obec se nachází cca 5 kilometrů od břehů Středozemního moře, cca 75 kilometrů severoseverovýchodně od centra Tel Avivu a cca 8 kilometrů jižně od centra Haify. Bejt Oren obývají Židé, přičemž osídlení v tomto regionu je zcela židovské. Ovšem 4 kilometry na východ a jihovýchod od vesnice leží na hřbetu Karmelu skupina sídel obývaných arabsky mluvícími Drúzy.
Bejt Oren je na dopravní síť napojen pomocí lokální silnice číslo 721, která klesá z hřbetu Karmelu do pobřežní nížiny.

## Dějiny
Bejt Oren byl založen v roce 1939. Účelem zřízení nové židovské osady v tomto hornatém regionu bylo posílit židovskou kontrolu nad jižním přístupem k Haifě. Šlo o opevněné sídlo typu Hradba a věž.
Jméno vesnice je odvozeno od biblického citátu, Kniha Izajáš 44,14 - „Dá si porazit cedry nebo vezme dub, drnák či křemelák, vypěstoval si je mezi lesními stromy. Zasadil jasan a déšť mu dal vzrůst“
Během 40. let 20. století, kdy se na konci britského mandátu vyostřoval židovský odpor k britské vládě, sloužil Bejt Oren jako jedno z center židovských jednotek Hagana. V obci je pomník židovským parašutistům, kteří za druhé světové války operovali v nacistické Evropě. Koncem 40. let měl kibuc Bejt Oren rozlohu katastrálního území 980 dunamů (0,98 kilometru čtverečního).
V roce 1987 v kibucu vyvrcholila silná ekonomická krize, jejímž důsledkem byl odchod cca poloviny obyvatel. Od roku 1988 pak začala kolektivní vesnice procházet reformou hospodaření. V roce 1995 pak kibuc přešel na individuální systém odměňování svých členů podle odvedené práce. Ekonomika obce je založena na zemědělství a turistickém ruchu. Ve vesnici funguje zařízení předškolní péče o děti.

### Lesní požár 2010
2. prosince 2010 vypukl v lesích v pohoří Karmel rozsáhlý požár, jehož sílu znásobilo dlouhodobé sucho a silný vítr. Rozšířil se proto na plochu několika kilometrů čtverečních v prostoru mezi jižním okrajem Haify, městem Isfija a vesnicí Bejt Oren. V této oblasti muselo dojít k evakuaci osob, včetně chovanců a personálu nedaleké věznice Damon. Při evakuaci nápravného zařízení oheň pohltil autobus převážející personál. Zemřelo 40 lidí. Kromě lidí z vězeňské správy byli mezi oběťmi požáru i civilisté. V noci z 2. na 3. prosince se nepodařilo oheň lokalizovat a dopoledne 3. prosince již počet evakuovaných lidí přesáhl 15 000. Vesnice Bejt Oren byla dle zpráv z rána ohněm z velké části zničena. Tyto odhady ale během pátku 3. prosince byly korigovány s tím, že 80 % zástavby v Bejt Oren požár přežilo.

## Demografie
Podle údajů z roku 2014 tvořili naprostou většinu obyvatel v Bejt Oren Židé (včetně statistické kategorie "ostatní", která zahrnuje nearabské obyvatele židovského původu ale bez formální příslušnosti k židovskému náboženství).
Jde o menší sídlo vesnického typu s dlouhodobě stagnující populací. K 31. prosinci 2014 zde žilo 422 lidí. Během roku 2014 registrovaná populace klesla o 3,4 %.
| Rok            | 1948 | 1961 | 1972 | 1983 | 1995 | 2001 | 2003 | 2004 | 2005 | 2006 | 2007 | 2008 | 2009 | 2010 | 2011 | 2012 | 2013 | 2014 |
| -------------- | ---- | ---- | ---- | ---- | ---- | ---- | ---- | ---- | ---- | ---- | ---- | ---- | ---- | ---- | ---- | ---- | ---- | ---- |
| Počet obyvatel | 295  | 328  | 251  | 234  | 306  | 322  | 294  | 306  | 302  | 320  | 324  | 298  | 446  | 424  | 409  | 407  | 437  | 422  |